# Jalalpur Pirwala
Jalalpur Pirwala é uma cidade do Paquistão localizada na província de Punjab.